# 오파비니아과
오파비니아과(라틴어: Opabiniidae 오파비니다이[*])는 해양 절지동물 줄기군의 멸종한 과이다. 모식속이자 가장 잘 알려진 속은 오파비니아이다. 우타우로라 및 미에리두린도 오파비니아과에 속한다. 이 과는 방사치류와 매우 닮은 점이 많지만 이들의 전방 부속지는 흡관의 형태로 원래부터 융합되어 있다. 또한 아가미깃이 몸의 윗부분이 아닌 체간지느러미의 일부분에 나 있다는 점과 꼬리가지가 톱니모양인 점에서도 차이가 있다.

## 연구사
오파비니아과는 1912년 찰스 둘리틀 월컷이 모식종 오파비니아와 함께 이름 붙인 것이다. 웤럿은 오파비니아과를 탐노케팔루스과를 가장 닮은 무갑류 갑각류의 한 과로 해석했다. 오파비니아는 1970년대에 재연구되어 더욱 트이한 동물로 재해석했다.스티븐 제이 굴드는 오파비니아를 '기묘한 생물'이라 언급했으며, 오파비니아의 삽화가 처음으로 고생물학회에 모습을 드러냈을 때 사람들의 박장대소를 터뜨리게 했다. 2022년에 더 많은 오파비니아과가 발견되었다. 그것은 바로 우타우로라와 미에리두린이다.
에뮤 베이 셰일에서 발견된 미오스콜렉스의 경우 간혹 오파비니아과의 한 분류군으로 제안되지만 이 해석을 지지하는 논란이 많다.

## 더 읽어보기
- Pates, Stephen; Wolfe, Joanna M.; Lerosey-Aubril, Rudy; Daley, Allison C.; Ortega-Hernández, Javier (2022년 2월 9일). “New opabiniid diversifies the weirdest wonders of the euarthropod stem group”. 《Proceedings of the Royal Society B: Biological Sciences》 289 (1968). doi:10.1098/rspb.2021.2093. PMC 8826304. PMID 35135344.

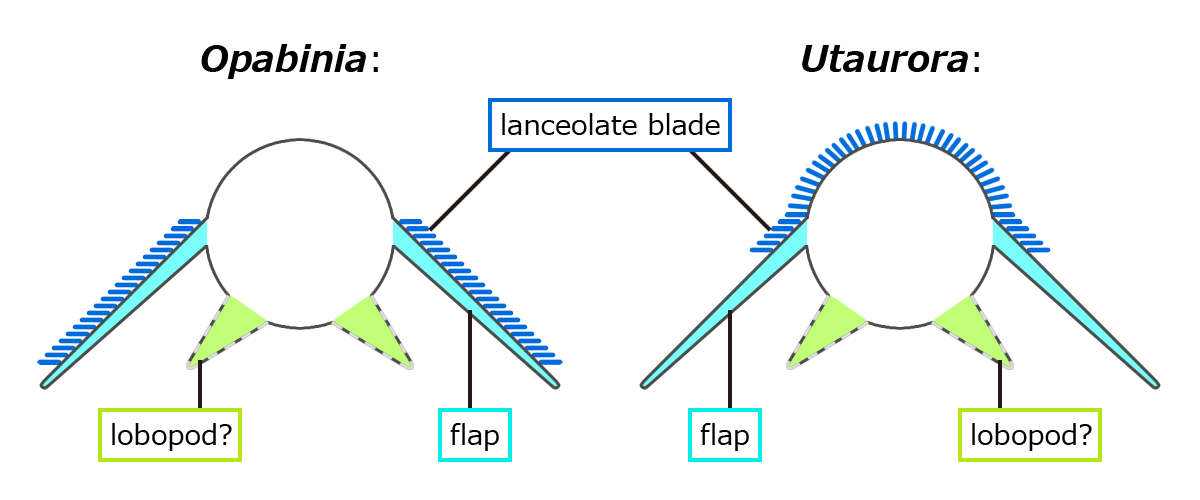
횡단면

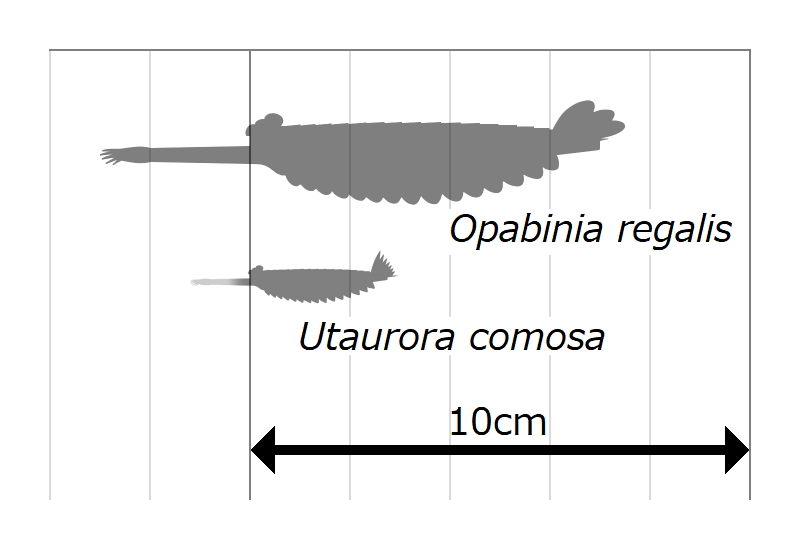
크기 비교도

- Walcott, Charles D. (1912년 3월 13일). “Cambrian geology and paleontology II: No. 6.—Middle Cambrian Branchiopoda, Malacostraca, Trilobita, and Merostomata”. 《Smithsonian Miscellaneous Collections》 57 (6).
- Whittington, H. B. (1975년 6월 26일). “The enigmatic animal Opabinia regalis, Middle Cambrian, Burgess Shale, British Columbia”. 《Philosophical Transactions of the Royal Society of London. Series B, Biological Sciences》 271 (910): 1–43. Bibcode:1975RSPTB.271....1W. doi:10.1098/rstb.1975.0033. JSTOR 2417412.